# Ebaeides monstrosa
Ebaeides monstrosa är en skalbaggsart som beskrevs av Francis Polkinghorne Pascoe 1864. Ebaeides monstrosa ingår i släktet Ebaeides och familjen långhorningar. Inga underarter finns listade i Catalogue of Life.